# Lituania en los Juegos Olímpicos de Pekín 2022
Lituania estuvo representada en los Juegos Olímpicos de Pekín 2022 por un total de 13 deportistas que competirán en 4 deportes. Responsable del equipo olímpico es el Comité Olímpico Lituano, así como las federaciones deportivas nacionales de cada deporte con participación.
Los portadores de la bandera en la ceremonia de apertura fueron los patinador artístico Deividas Kizala y Paulina Ramanauskaitė. El equipo olímpico lituano no obtuvo ninguna medalla en estos Juegos.